# باليكبابان
باليكبابان (بالإنجليزية: Balikpapan)‏ هي مدينة تقع في إندونيسيا في كالمنتان الشرقية. يقدر عدد سكانها بـ 639,031 نسمة ومساحتها 503.3 كم2 وترتفع عن سطح البحر 0 متر.

## المناخ
يظهر الجدول التالي التغييرات المناخية على مدار السنة لباليكبابان:
| البيانات المناخية لـباليكبابان                                                                                          | البيانات المناخية لـباليكبابان | البيانات المناخية لـباليكبابان | البيانات المناخية لـباليكبابان | البيانات المناخية لـباليكبابان | البيانات المناخية لـباليكبابان | البيانات المناخية لـباليكبابان | البيانات المناخية لـباليكبابان | البيانات المناخية لـباليكبابان | البيانات المناخية لـباليكبابان | البيانات المناخية لـباليكبابان | البيانات المناخية لـباليكبابان | البيانات المناخية لـباليكبابان | البيانات المناخية لـباليكبابان |
| الشهر | يناير                          | فبراير                         | مارس                           | أبريل                          | مايو                           | يونيو                          | يوليو                          | أغسطس                          | سبتمبر                         | أكتوبر                         | نوفمبر                         | ديسمبر                         | المعدل السنوي                  |
| --- | ------------------------------ | ------------------------------ | ------------------------------ | ------------------------------ | ------------------------------ | ------------------------------ | ------------------------------ | ------------------------------ | ------------------------------ | ------------------------------ | ------------------------------ | ------------------------------ | ------------------------------ |
| الدرجة القصوى °م (°ف)                                                                                                   | 33.3 (91.9)                    | 33.3 (91.9)                    | 33.3 (91.9)                    | 33.3 (91.9)                    | 32.8 (91.0)                    | 32.2 (90.0)                    | 29.4 (84.9)                    | 30 (86)                        | 31.1 (88.0)                    | 32.8 (91.0)                    | 33.3 (91.9)                    | 33.3 (91.9)                    | 33.3 (91.9)                    |
| متوسط درجة الحرارة الكبرى °م (°ف)                                                                                       | 29.9 (85.8)                    | 30.2 (86.4)                    | 30.2 (86.4)                    | 30.2 (86.4)                    | 30.1 (86.2)                    | 29.5 (85.1)                    | 29.0 (84.2)                    | 29.5 (85.1)                    | 29.6 (85.3)                    | 30.3 (86.5)                    | 30.2 (86.4)                    | 30.1 (86.2)                    | 29.9 (85.8)                    |
| المتوسط اليومي °م (°ف)                                                                                                  | 26.5 (79.7)                    | 26.6 (79.9)                    | 26.6 (79.9)                    | 26.8 (80.2)                    | 26.9 (80.4)                    | 26.5 (79.7)                    | 26.1 (79.0)                    | 26.4 (79.5)                    | 26.5 (79.7)                    | 27.0 (80.6)                    | 26.9 (80.4)                    | 26.7 (80.1)                    | 26.6 (79.9)                    |
| متوسط درجة الحرارة الصغرى °م (°ف)                                                                                       | 23.1 (73.6)                    | 23.0 (73.4)                    | 23.1 (73.6)                    | 23.4 (74.1)                    | 23.7 (74.7)                    | 23.6 (74.5)                    | 23.2 (73.8)                    | 23.4 (74.1)                    | 23.5 (74.3)                    | 23.7 (74.7)                    | 23.4 (74.1)                    | 23.3 (73.9)                    | 23.4 (74.1)                    |
| أدنى درجة حرارة °م (°ف)                                                                                                 | 21.1 (70.0)                    | 21.7 (71.1)                    | 21.1 (70.0)                    | 21.1 (70.0)                    | 18 (64)                        | 15.6 (60.1)                    | 20 (68)                        | 20.6 (69.1)                    | 19.4 (66.9)                    | 20.6 (69.1)                    | 21.1 (70.0)                    | 21.1 (70.0)                    | 15.6 (60.1)                    |
| الهطول مم (إنش) | 187 (7.4)                      | 172 (6.8)                      | 249 (9.8)                      | 196 (7.7)                      | 223 (8.8)                      | 265 (10.4)                     | 244 (9.6)                      | 230 (9.1)                      | 221 (8.7)                      | 140 (5.5)                      | 177 (7.0)                      | 235 (9.3)                      | 2٬539 (100.1)                  |
| متوسط أيام هطول الأمطار                                                                                                 | 15                             | 15                             | 18                             | 17                             | 17                             | 17                             | 17                             | 14                             | 15                             | 15                             | 14                             | 19                             | 193                            |
| متوسط الرطوبة النسبية (%)                                                                                               | 74                             | 72                             | 72                             | 74                             | 76                             | 75                             | 75                             | 72                             | 70                             | 71                             | 73                             | 70                             | 73                             |
| ساعات سطوع الشمس اليومية                                                                                                | 4.0                            | 5.0                            | 6.0                            | 7.0                            | 7.0                            | 7.0                            | 7.0                            | 8.0                            | 7.0                            | 7.0                            | 7.0                            | 5.0                            | 6.4                            |
| نسبة وصول أشعة الشمس | 33                             | 42                             | 50                             | 58                             | 58                             | 58                             | 58                             | 67                             | 58                             | 58                             | 58                             | 42                             | 53                             |
| المصدر #1: Climate-Data.org (average temperature) and Worldwide Bioclimatic Classification System (extreme temperature) |                                |                                |                                |                                |                                |                                |                                |                                |                                |                                |                                |                                |                                |
| المصدر #2: Danish Meteorological Institute (precipitation and humidity) Weather Atlas (sunshine data)                   |                                |                                |                                |                                |                                |                                |                                |                                |                                |                                |                                |                                |                                |

## أعلام
- جان بوس
- جون إليوت
- دونالد ستوت
- بوناريو أستامان